# アエガテス諸島沖の海戦
アエガテス諸島沖の海戦はシチリア島西方のアエガテス諸島付近で、紀元前241年3月10日に発生した、カルタゴとローマの海戦である。第一次ポエニ戦争最後の海戦であり、ローマが決定的勝利を収めたことにより長期間続いていた戦争が終結した。

## 序幕

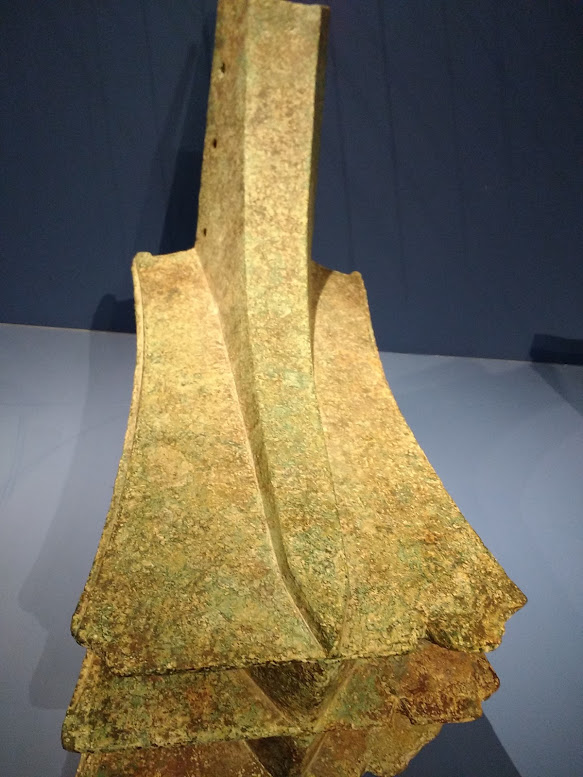
アエガテス諸島沖の海戦に使用されたカルタゴ軍ガレー船の衝角。V型の傷はローマ軍ガレー船と正面から衝突したためについたものである

アエガテス諸島沖の海戦前の数年間は、第一次ポエニ戦争の中でも比較的平穏な期間であった。紀元前249年のドレパナ沖の海戦での敗北とそれに続く海難事故での損失により、戦争初期から有していた艦船のほとんどを失ったため、ローマには艦隊が不足していた。しかし、カルタゴはこの有利な状況を利用しようとはしなかった。戦争はこう着状態にあり、シチリア島での小規模な戦闘が行われているだけであった。カルタゴのハミルカル・バルカ将軍は徐々に陸地での優位を築きつつあったが、おそらくはそれに対応するため、ローマは艦隊を再建し海上での優位性を取り戻すことを決定した。この決意にもかかわらず、実際には20年間の戦争のためにローマの状況は悲劇的で国庫は空であった。これを救ったのはローマ人の精神であった。裕福な市民たちは愛国心を発揮して、個人のときもあり何人かで共同したときもあったが、それぞれが軍艦一隻分の建艦費用を寄付した。こうして国費の支出なしに、約200隻の五段櫂船が建造・艤装され、乗員も準備された。
艦隊は紀元前242年に完成し、執政官ガイウス・ルタティウス・カトゥルスが司令官となり、法務官クィントゥス・ウァレリウス・ファルトが副司令官となった。過去の海戦での経験から、ローマの軍艦は悪天候にも対応できるよう、より頑丈に作られ、初期の海戦でローマに勝利をもたらした接舷戦闘用のカラス装置は、その重量のために操艦が困難になることから装備されなかった。また、カトゥルスとファルトは安全な海域で乗員を徹底的に訓練した。このため海戦時には艦隊の能力・練度は最高となっていた。
一方のカルタゴも、ローマの動きを黙って見ていた訳ではない。およそ250隻からなるカルタゴの海軍が再建され、ハンノ（en）が司令官となったが、乗員の数は不足していた。

## アエガテス諸島
カトゥルスはシチリア西側の港湾都市であるリルバイウム（現在のマルサーラ）とドレパナ（現在のトラーパニ）の攻囲戦を再開し、同時に海上封鎖を行った。これはシチリアのバルカ将軍に対するカルタゴからの補給と連絡を絶つためのものであった。その年の残りの期間、カトゥルスはカルタゴの動きを待っていた。翌紀元前241年に、元老院はカトゥルスをプロコンスルに任命して引き続き軍の指揮を執らせた。
カルタゴ海軍は海上封鎖を破るために出撃したが、リルバイウムに向かのに好都合な風を待つために、ハンノはアエガテス諸島に艦隊を待機させた。しかし、このカルタゴ艦隊の動きはローマに察知され、カトゥルスは封鎖を解いて決戦に向かった。
3月10日早朝、カルタゴ艦隊に有利な風となったために、ハンノは直ちに出撃を命じた。カトゥルスは風に向かって攻撃することの不利と、ハンノをシチリアに到着させハミルカル将軍を救援させリルバイムが開放されることのリスクを秤にかけた。状況は必ずしも有利ではなかったが、カトゥルスはカルタゴ艦隊阻止のためにローマ艦隊に出撃を命じた。出撃前にマスト、帆、不要な物品を降ろし、荒天時の耐波性を向上させていた。カトゥルス自身は怪我のため戦闘に参加することができず、海戦での指揮は副司令官であるファルトが執ることとなった。
必要な物だけで海戦に望んだローマ艦は機動性に優れ、他方カルタゴ艦は人員、装備、食料品で重量が嵩んでいた。またカルタゴの乗員は厳しい徴兵で集められており、経験も不足していた。ローマ艦はその機動性を利用して直ぐに上手を取り、敵艦に対して衝角攻撃を実施した。約半数のカルタゴ艦が沈没するか鹵獲された。残り半数が無事だったのは、途中で風向きが変わりローマ艦隊から逃走できたためであった。この海戦で沈んだ何隻かのローマ艦・カルタゴ艦の衝角、積荷のアンフォラ、ヘルメットなどが発見されている。

## 第一次ポエニ戦争の終結

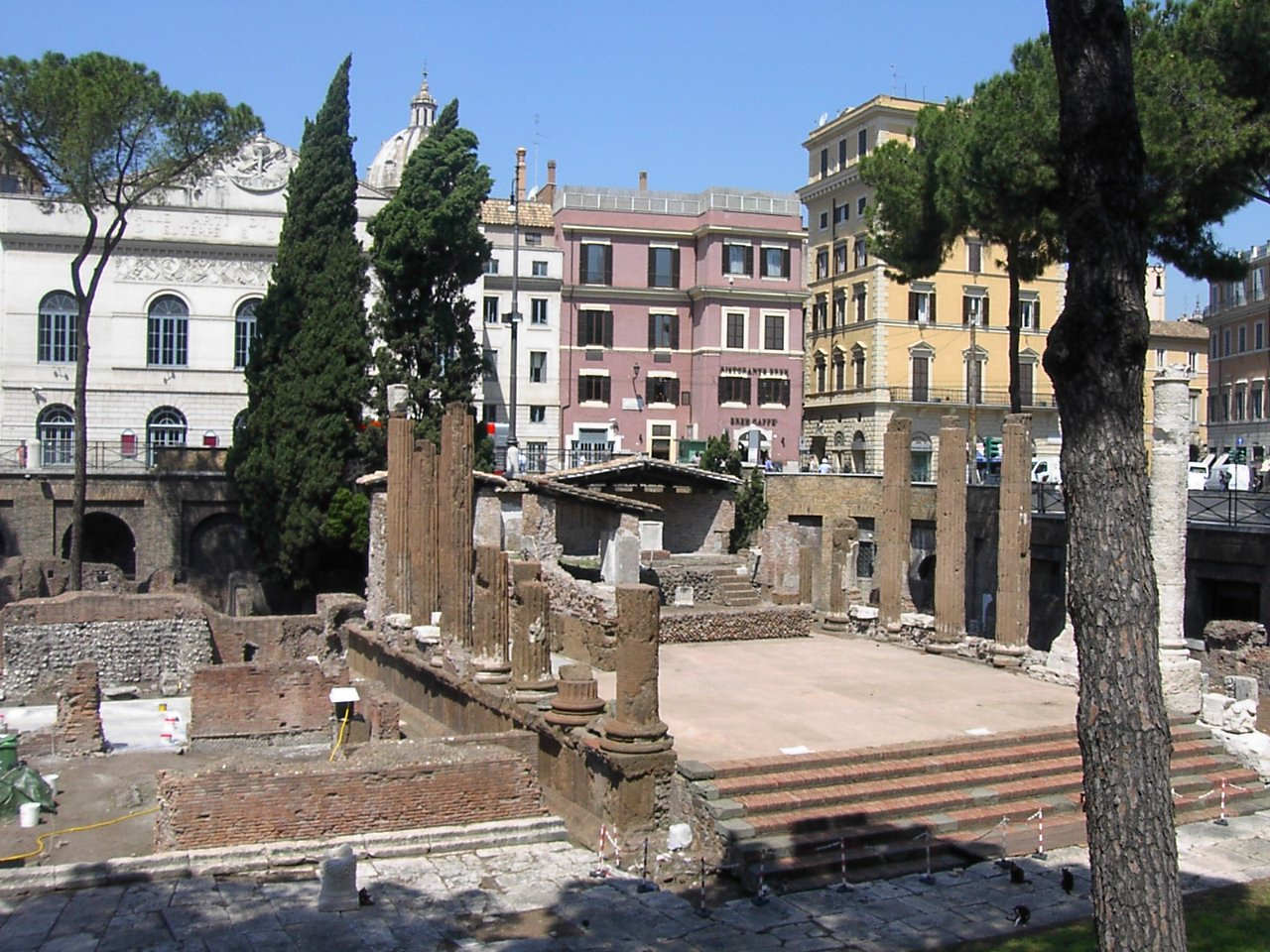
トッレ・アルジェンティーナ広場のユートゥルナ神殿の遺跡

海戦での決定的な勝利の後も、カトゥルスはハミルカルとその陸軍が守備するリルバイム、エリュクス（現在のエリーチェ）およびドレパナに対する攻撃を継続した。カルタゴ議会は艦隊を再建する負担を考えて戦争を継続するのに消極的となった。議会はハミルカルに対しローマと講和交渉を開始することを命じ、副司令官のゲスコが派遣された。講和条件はカルタゴに不利なものであったが、これで第一次ポエニ戦争は終結した。
この勝利を記念して、カトゥルスはカンプス・マルティウス（現在のトッレ・アルジェンティーナ広場）にユートゥルナ神殿を建設した。

## 参考資料
- ゴールズワーシー, エイドリアン (2007). The Fall of Carthage: The Punic Wars 265-146 BC. Cassell. ISBN 0-304-36642-0
- Polybius. World History I:60-61 Translation at http://www.livius.org/ps-pz/punic_war/polybius_1_60.html
- Sebastiano Tusa, Sebastiano & Royal, Jeffrey (2012)  "The landscape of the naval battle at the Egadi Islands (241 B.C.)", Journal of Roman Archaeology vol. 25, pp. 7–48

座標: 北緯37度58分00秒 東経12度12分00秒 / 北緯37.9667度 東経12.2000度